# لغة إنجليزية مكسرة

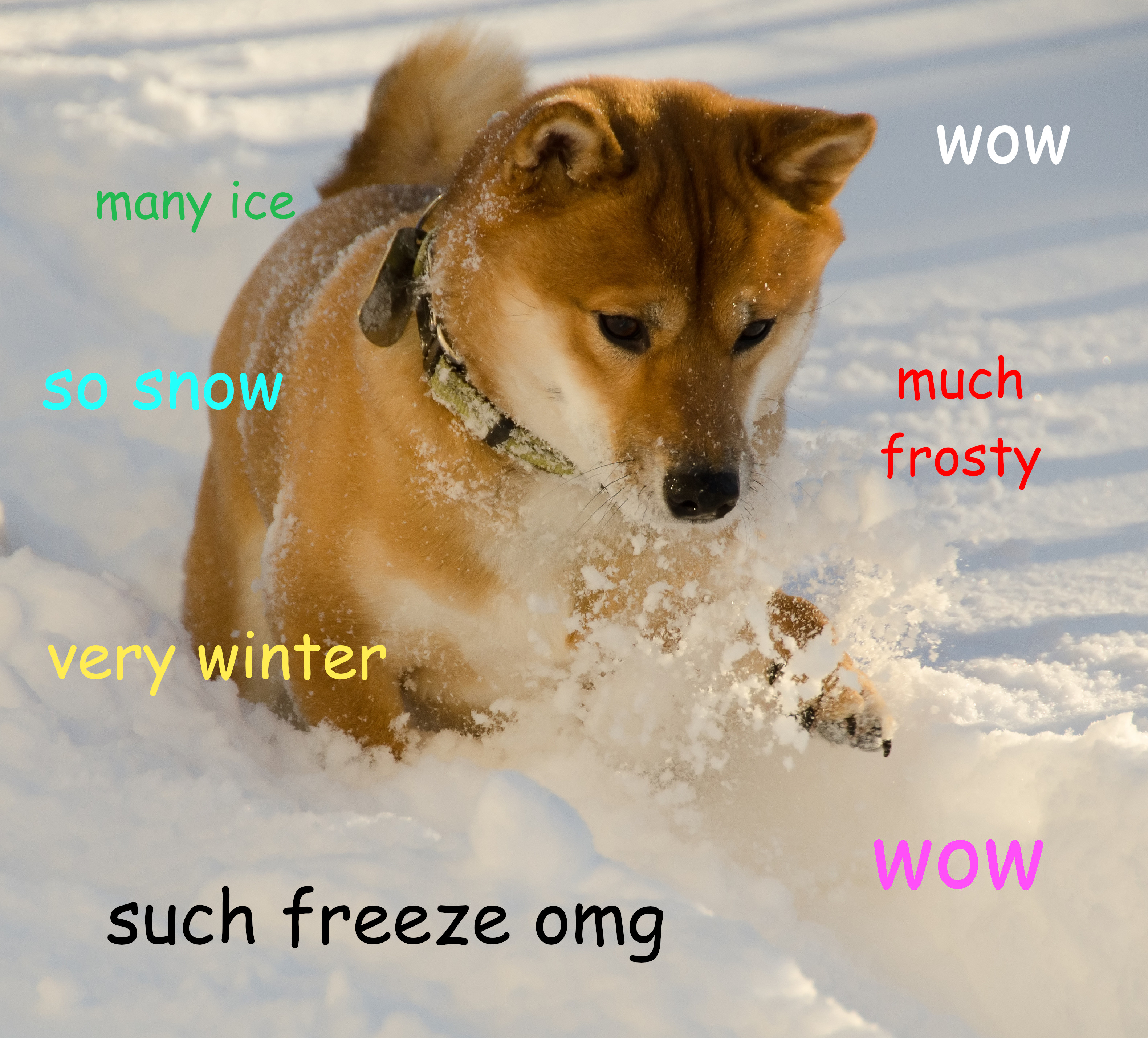
الكلب ميم يستعرض اللغة الإنجليزية المكسورة تعمدًا.

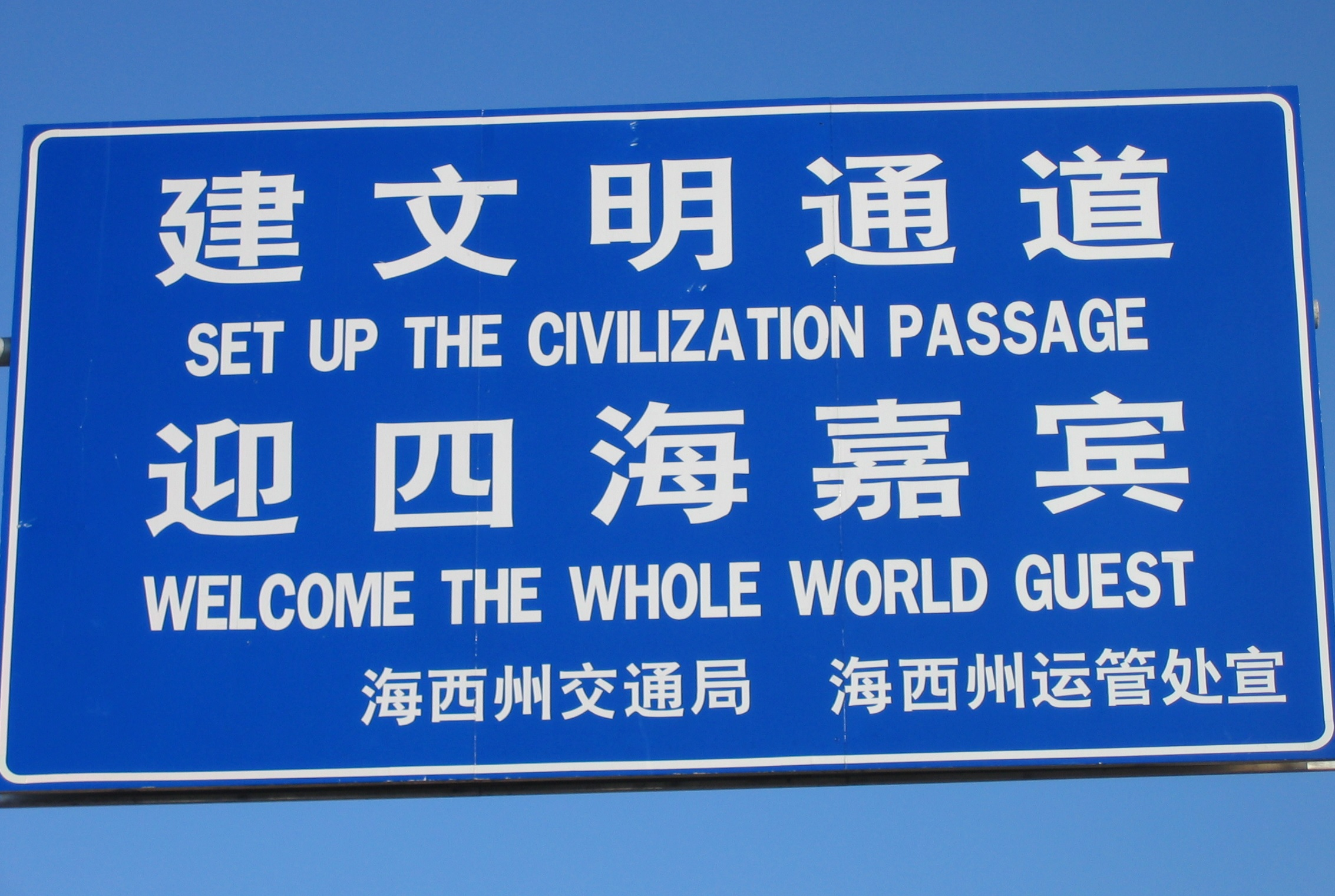
إشارة مرور في الصين

اللغة الإنجليزية المكسرة أو الإنجليزية الركيكة (بالإنجليزية: Broken English) هي كتابة أو نطق اللغة الإنجليزية بدون مراعاة الصحة اللغوية، وهي قد تعتبر لغة هجينة. يشتمل المعنى الأدقّ للكلمة على استخدام مفردات اللغة الإنجليزية في تركيبات جمل لغة المتحدث الأجنبية؛ وهذا يتضمن ترتيب الكلمات وتركيبة الجمل ووجود أو عدم وجود أدوات التعريف في لغة المتحدث. في أغلب الأحيان فإن غير المتحدث بالإنجليزية يتم بجرد الجمل الإنجليزية من أدوات التعريف أو بجردها من بعض الأزمنة النحوية.
لوحظ في بعض المجتمعات أن الأجيال الجديدة فيها تستخدم ما قد يصنف بلغة إنجليزية مكسرة بشكلٍ متعمد. مثال على ذلك هم سكان نيوزلندا الأصليون (الماوري)، حيث أن الجيل الجديد يجيدون اللغة الإنجليزية أكثر من جيلهم السابق ولكنهم قد قاموا بإجراء تعديلات متعمدة في اللغة لإبراز هَويتهم الحضارية فيها.
تستخدم اللغة الإنجليزية المكسرة بشكل متعمد من كُتَّاب الأدب الإنجليزي للدلالة على كون الشخصية أجنبية أو على كونه غير متعلم أو أحمق. ومن جهة أخرى فإن الشعراء قد يستخدمون اللغة الإنجليزية المكسرة لإعطاء انطباع فني أو كتجربة إبداعية لكتابةٍ تمزج اللغة الإنجليزية السليمة مع لغة أخرى.

من الأمثلة على الاستخدام الأدبي للغة الإنجليزية المكسرة تبرز في القطعة الأدبية لوليم شكسبير في قطعته الأدبية مسرحية هنري الخامس حيث أنه قام باستخدامِه للتعبير عن الاعتزاز القومي للاتحاد الاسكوتلندي–الإيرلندي في عزو الملك لنورماندي. عندما قام الملك هنري بفرض أميرة فرنسا كاثرينا بالزواج - وهو يعلم بعدم تمكنّها من اللغة الإنجليزية - فإنه يقول لها:
```
Come, your answer in broken music; for thy voice is music and thy English broken; therefore, queen of all, Katherine, break thy mind to me in broken English.

```

## وصلات خارجية
- [https://www.youtube.com/watch?v=ليش ليش الهنود يتكلمون عربي .. كذا؟

```
.] على 
يوتيوب
```